# Soczewka światłowodowa

Funkcja rozkładu współczynnika załamania

Soczewki światłowodowe (soczewki GRIN lub SELFOC) wykonuje się ze szkła o zmiennej wartości współczynnika załamania światła {\displaystyle n} w funkcji odległości od osi soczewki {\displaystyle n=f(r).} Są to w rzeczywistości krótkie odcinki światłowodów gradientowych. Nazwa GRIN pochodzi od angielskich słów GRadient INdex, a SELFOC od SELf FOCusing. Gradientowy profil współczynnika załamania powoduje krzywoliniowy bieg promieni, taki jak w światłowodzie gradientowym. Profil współczynnika załamania światła przypomina krzywą dzwonową, której maksimum znajduje się w osi soczewki, a jej ramiona opadają w dół (wykres funkcji obok).
Wykres funkcji można w pierwszym przybliżeniu opisać równaniem:
{\displaystyle N(r)=N_{0}\left(1-{\frac {A}{2}}r^{2}\right),}
gdzie:
{\displaystyle A=g^{2},}
{\displaystyle g} – stała rozkładu współczynnika załamania,
{\displaystyle r} – odległość punktu od osi soczewki,
{\displaystyle N_{0}} – współczynnik załamania na osi soczewki.
Pełne równanie na profil rozkładu współczynnika załamania:
{\displaystyle N^{2}(r)=N_{0}^{2}(1-g^{2}+h_{4}g^{4}+h_{6}g^{6}+...),}
gdzie: {\displaystyle h_{4},} {\displaystyle h_{6}} – współczynniki rozwinięcia.
Typowe wymiary soczewek:
- długość: 3–30 mm
- średnica: 1–2 mm.

## Podstawowe zastosowania
- Transformacja apertury numerycznej NA. Polega na kształtowaniu kąta rozbieżności źródła światła. Efekt transformacji apertury jest stosowany do zwiększenia skuteczności sprzężenia optycznego źródło-światłowód. Ze względu na duża rozbieżność wiązki wychodzącej ze źródła dąży się do wykonania soczewek o dużej aperturze numerycznej. Dla źródeł światła, takich jak lasery, których średnica powierzchni czynnej jest mniejsza od średnicy sprzęganego światłowodu, obniża się aperturę numeryczną wyjściową dopasowując ją do apertury numerycznej światłowodu. W efekcie uzyskuje się poprawę sprawności sprzężenia oraz obniżenie wymagań technicznych dotyczących precyzji ustawienia sprzęganych elementów. Na podobnej zasadzie soczewki te mogą być zastosowane do sprzężenia dwóch światłowodów.
- Ogniskowanie i kolimacja. Bardzo ważną funkcją soczewki światłowodowej jest ogniskowanie i kolimacja (tworzenie wiązki równoległej).
- Odpowiada za tworzenie obrazu w takich urządzeniach jak:
  - skaner,
  - ksero,
  - drukarka.
- Może spełniać rolę sprzęgacza kierunkowego.
- Multipleksowanie obrazu.